# Campeonato Sul-Americano de Atletismo de 1927
O Campeonato Sul-Americano de Atletismo de 1927 foi organizado pela CONSUDATLE na cidade de Santiago, no Chile. Foram disputadas 23 provas com a presença de três nacionalidades.

## Medalhistas

### Masculino
| Evento                  | Ouro                          | Ouro    | Prata                          | Prata   | Bronze                         | Bronze  |
| ----------------------- | ----------------------------- | ------- | ------------------------------ | ------- | ------------------------------ | ------- |
| 100 metros              | Juan Piña · Argentina         | 10.8 =  | Rodolfo Wagner · Chile         |         | Alex Hanning · Chile           |         |
| 200 metros              | Juan Piña · Argentina         | 22.0    | Rodolfo Wagner · Chile         |         | Alex Hanning · Chile           |         |
| 400 metros              | Ángel Prada · Argentina       | 50.0    | Roberto Genta · Argentina      |         | José Vicente Salinas · Chile   |         |
| 800 metros              | Serafín Dengra · Argentina    | 1:58.2  | Leopoldo Ledesma · Argentina   |         | Guillermo Godoy · Chile        |         |
| 1 500 metros            | Leopoldo Ledesma · Argentina  | 4:10.2  | Luis Suárez · Argentina        |         | Víctor Moreno · Chile          |         |
| 3 000 metros            | Manuel Plaza · Chile          | 8:54.2  | Fernando Cicarelli · Argentina |         |                                |         |
| 3 000 metros por equipe | Chile                         |         |                                |         |                                |         |
| 5 000 metros            | Manuel Plaza · Chile          | 15:36.0 | Belisario Flores · Chile       |         | Pedro Pérez · Chile            |         |
| 10 000 metros           | Manuel Plaza · Chile          | 32:11.2 | Florides Castillo · Chile      |         | Pedro Arancibia · Chile        |         |
| 110 metros barreiras    | Valerio Vallanía · Argentina  | 15.6 =  | Alfredo Ugarte · Chile         |         | Héctor Fischer · Chile         |         |
| 400 metros barreiras    | Carlos Müller · Chile         | 56.4    | Roberto Genta · Argentina      | 56.4    | Humberto Lara · Chile          |         |
| 4×100 metros estafetas  | Argentina                     | 42.8    | Chile                          |         |                                |         |
| 4×400 metros estafetas  | Argentina                     | 3:24.2  | Chile                          |         |                                |         |
| Salto em altura         | Valerio Vallanía · Argentina  | 1.86 '  | Carlos Japke · Chile           | 1.80    | Luis Garay · Chile             | 1.80    |
| Salto à vara            | Jorge Haeberli · Argentina    | 3.70    | Julio Bertini · Argentina      | 3.60    | Humberto Güiraldes · Chile     | 3.40    |
| Salto em comprimento    | Oscar Alvarado · Chile        | 6.69    | Julio Moreno · Chile           | 6.65    | Valerio Vallanía · Argentina   | 6.63    |
| Salto triplo            | Luis Brunetto · Argentina     | 14.64   | Atilio Vicentini · Argentina   | 14.28   | Humberto Güiraldes · Chile     | 14.07   |
| Arremesso de peso       | Benjamín Acevedo · Chile      | 12.69   | Custodio Seguel · Chile        | 12.25   | Luis Romana · Argentina        | 12.18   |
| Lançamento de disco     | Pedro Elsa · Argentina        | 38.56   | Héctor Benapres · Chile        | 38.43   | David Martín Estévez · Uruguai | 37.30   |
| Lançamento do martelo   | Federico Kleger · Argentina   | 46.69   | Pedro Goic · Chile             | 45.74   | Ricardo Bayer · Chile          | 45.70   |
| Lançamento do dardo     | Guillermo Newbery · Argentina | 53.98   | Custodio Seguel · Chile        | 52.86   | Pedro Ceballos · Chile         | 52.45   |
| Decatlo                 | Erwin Gevert · Chile          | 6668.06 | Serapio Cabello · Chile        | 6410.07 | Carlos Japke · Chile           | 6408.08 |
| Corta-Mato              | Manuel Plaza · Chile          | 49:08.0 | Florides Castillo · Chile      |         | Pedro Arancibia · Chile        |         |

## Quadro de medalhas
| Ordem | País      | Medalha de ouro | Medalha de prata | Medalha de bronze | Total |
| ----- | --------- | --------------- | ---------------- | ----------------- | ----- |
| 1     | Argentina | 14              | 7                | 2                 | 23    |
| 2     | Chile     | 9               | 15               | 16                | 40    |
| 3     | Uruguai   | 0               | 0                | 1                 | 1     |

Legenda
| Recorde mundial       | Recorde mundial (World record)               |                       | Recorde africano                      | Recorde africano (African) |                                           | Q | Classificado por posição (Qualified) |
| Recorde do campeonato | Recorde do campeonato (Championship record)  | Recorde da América    | Recorde da América (Americas)         | q                          | Classificado por melhor tempo (Qualified) |   |                                      |
| Melhor marca do ano   | Melhor marca do ano (World leading)          | Recorde asiático      | Recorde asiático (Asian)              | DNS                        | Não largou (Did not start)                |   |                                      |
| Recorde nacional      | Recorde nacional (National record)           | Recorde europeu       | Recorde europeu (European)            | DNF                        | Não terminou (Did not finish)             |   |                                      |
| Recorde pessoal       | Recorde pessoal do atleta (Personal best)    | Recorde da Oceania    | Recorde da Oceania (Oceania)          | DSQ / DQ                   | Desclassificado (Disqualified)            |   |                                      |
| Recorde da temporada  | Recorde da temporada do atleta (Season best) | Recorde sul-americano | Recorde sul-americano (South America) | NM                         | Sem marca (No mark)                       |   |                                      |